# Anodontostoma selangkat
Anodontostoma selangkat és una espècie de peix pertanyent a la família dels clupeids.

## Descripció
- Pot arribar a fer 18 cm de llargària màxima.
- 22-28 radis tous a l'aleta anal.[6][7]

## Hàbitat
És un peix marí i d'aigua salabrosa, pelàgic-nerític i de clima tropical (15°N-8°S, 89°E-155°E) que viu entre 0-50 m de fondària.

## Distribució geogràfica
Es troba des de les illes Andaman, el mar de Java i les illes Filipines fins a l'arxipèlag de Bismarck.

## Observacions
És inofensiu per als humans.